# Takuya Honda
Takuya Honda (本田 拓也, Honda Takuya, Sagamihara, 17 april 1985) is een Japans voetballer die als middenvelder speelt bij Montedio Yamagata.

## Clubcarrière
Honda speelde tussen 2008 en 2010 voor Shimizu S-Pulse. Hij tekende in 2011 bij Kashima Antlers.

## Japans voetbalelftal
Honda debuteerde in 2011 in het Japans nationaal elftal en speelde 2 interlands.

## Statistieken
| Japans voetbalelftal | Japans voetbalelftal | Japans voetbalelftal |
| Jaar                 | Wed.                 | Dlp.                 |
| -------------------- | -------------------- | -------------------- |
| 2011                 | 2                    | 0                    |
| Totaal               | 2                    | 0                    |